# (829) Academia
Pour les articles homonymes, voir Academia (homonymie).
(829) Academia est un astéroïde de la ceinture principale découvert le 25 août 1916 par l'astronome russe Grigoriy Neujmin. Sa désignation provisoire était 1916 ZY.
L’astéroïde est dédié à l’Académie des sciences de Russie.